# Отто Кречмер
О́тто Кре́чмер (нім. Otto Kretschmer, 1 травня 1912 року, Гайдау, Нижня Сілезія — 5 серпня 1998, Штраубінг, Баварія) — німецький офіцер-підводник часів Другої світової війни, кавалер Лицарського хреста, капітан другого рангу (з 1 вересня 1944 року), найрезультативніший офіцер-підводник у Другій світовій війні.

## Біографія
Отто Кречмер закінчив школу в Ексетері (Англія). 9 жовтня 1930 року вступив на флот кадетом. 1 жовтня 1934 року отримав чин лейтенанта. Служив на навчальному кораблі «Niobe» і легкому крейсері «Емден». У січні 1936 року переведений до підводного флоту. З листопада 1936 року служив вахтовим офіцером на U-35. У зв'язку із загибеллю командира в автокатастрофі з 31 липня 1937 року Кречмер став командиром U-35 і в цьому званні здійснив плавання до берегів Іспанії (для підтримки військ Франко). 15 серпня 1937 року був призначений новий командир, і Кречмер ще півтора місяця, до 30 вересня, продовжував виконувати свої обов'язки вахтового офіцера. 1 жовтня 1937 року отримав у командування човен U-23, на якому здійснив 8 походів.

## Служба у роки війни

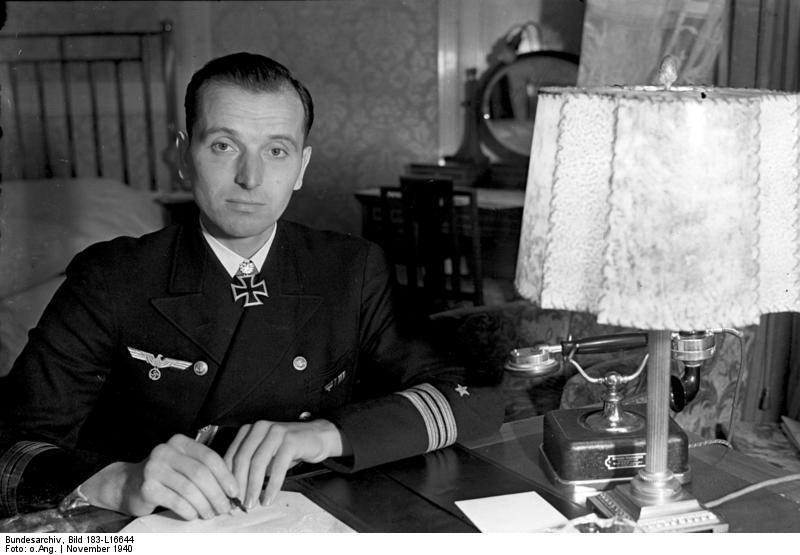
Отто Кречмер 14 листопада 1940 року

12 січня 1940 року торпедував танкер «Денмарк» (10 517 т), місяцем пізніше потопив есмінець «Дарінг». 18 квітня 1940 року призначений командиром підводного човна U-99. 4 серпня 1940 року був нагороджений Лицарським хрестом Залізного хреста. У ніч на 4 листопада 1940 року U-99 під командуванням Кречмера потопила англійські допоміжні крейсери «Патроклус» (11 314 т), «Лаурентік» (18 724 т) і «Форфар» (16 402 т). 4 листопада 1940 року Кречмер був нагороджений Лицарським хрестом з дубовим листям. 17 березня 1941 року U-99 була виявлена британським есмінцем «Вокер» і закидана глибинними бомбами. Коли човен сплив, есмінці розстріляли його, після чого Кречмер віддав наказ про затоплення човна. Екіпаж взято в полон. Кречмер пробув до кінця війни в таборі для військовополонених Боуменвіль. 26 грудня 1941 року Отто Кречмер був нагороджений Лицарським хрестом з дубовим листям і мечами. Нагороду йому передав комендант табору.[що?]

## Післявоєнна служба
У 1955 році Отто Кречмер вступив на службу до флоту ФРН. З 1958 року — командувач амфібійних військ ФРН. У 1970 році Кречмер вийшов на пенсію в чині адмірала флотилії. Отто Кречмер помер 5 серпня 1998 року в баварському госпіталі, куди потрапив після автокатастрофи.

## Бойові результати
- 40 суден потоплено, 208 954 брт.
- 3 допоміжних військових судна потоплені, 46 440 брт.
- 1 військовий корабель потоплений, 1 375 т.
- 1 судно захоплене, 2 136 брт.
- 5 суден пошкоджено, 37 965 брт.
- 2 судна невідновно пошкоджені, 15 513 брт.

## Звання
- Офіцер-анвертер (1 квітня 1930)
- Зеє-кадет (1 жовтня 1930)
- Фенріх-цур-зеє (1 січня 1932)
- Обер-фенріх-цур-зеє (1 квітня 1934)
- Лейтенант-цур-зеє (1 жовтня 1934)
- Обер-лейтенант-цур-зеє (1 червня 1936)
- Капітан-лейтенант (1 червня 1939)
- Корветтен-капітан (19 березня 1941)
- Фрегаттен-капітан (1 вересня 1944)
- Фрегаттен-капітан бундесмаріне (1 грудня 1955)
- Капітан-цур-зеє (12 грудня 1958)
- Адмірал флотилії (15 грудня 1965)

## Нагороди[3]
- Медаль «За вислугу років у Вермахті» 4-го класу (4 роки) (2 жовтня 1936)
- Залізний хрест 2-го класу (17 жовтня 1939)
- Медаль «У пам'ять 22 березня 1939 року» (26 жовтня 1939)
- Знак підводника
  - Золотий (9 листопада 1939)
  - З діамантами
- Залізний хрест 1-го класу (17 грудня 1939) — як капітан-лейтенант і командир підводного човна U-23
- Медаль «У пам'ять 1 жовтня 1938» (20 грудня 1939)
- 5 разів відзначений у Вермахтберіхті
  - «Підводний човен під командуванням капітан-лейтенанта Кречмера під час тривалого походу потопив 7 ворожих торгових суден загальною водотоннажністю 56 118 брт, в тому числі 3, які пливли у конвої. Таким чином, на своєму рахунку цей човен має загалом 117 368 брт і британський есмінець "Дарінг".» (3 серпня 1940)
  - «До цих результатів приєднався підводний човен під командуванням капітан-лейтенанта Фрауенгайма з 10 кораблями, всього 51 000 брт,   підводний човен під командуванням капітан-лейтенанта Кречмера з 7 суднами, всього 45 000 брт, і підводний човен під командуванням капітан-лейтенанта Мьоле з сімома суднами, всього 40 050 брт.» (19 жовтня 1940)
  - «Підводний човен під командуванням капітан-лейтенанта Кречмера потопив 2 британські допоміжні крейсери "Лаурентік" (18 724 т) і "Патроклус" (11 314 т), а також озброєний британський торговець "Касанар" (5 386 брт). Завдяки цьому результату капітан-лейтенант Кречмер досягнув загалом 217 198 брт і став другим командиром підводного човна, який потопив більше 200 000 брт.» (4 листопада 1940)
  - «Капітан-лейтенант Кречмер, який щойно повернувся з походу, потопив ворожих кораблів на 34 935 брт. Це означає, що цей офіцер досягнув загальної позначки 252 100 брт і першим досяг позначки 250 000 брт. До цієї суми додаються три допоміжних крейсери ворога і британський есмінець "Дарінг"» (17 грудня 1940)
  - «Підводні човни під командуванням корветтен-капітана Кречмера і капітан-лейтенанта Шепке не повернулися зі своїх походів. Обидва човни були задіяні в торпедуванні ворожих конвоїв у найскладніших умовах і, таким чином, значно збільшили свої загальні досягнення. Корветтен-капітан Кречмер, окрім того, що потопив 3 ворожих есмінці, 2 з яких - підчас свого останнього походу, загалом потопив ворожих кораблів на 313 611 брт, включаючи допоміжні крейсери "Патроклус", "Лаурентік" і "Форфар". Капітан лейтенант Шепке загалом потопив ворожих кораблів на 233 611 брт. Обидва командири були нагороджені дубовим листям до Лицарського Хреста Залізного хреста на честь їх видатних заслуг у боротьбіза свободу німецького народу і здобули вічну славу разом із своїми хоробрими екіпажами. деякі члени екіпажів, серед них - корветтен-капітан Кречмер, опинилися у полоні.» (25 квітня 1941)
- Лицарський хрест Залізного хреста з дубовим листям і мечами
  - Хрест (4 серпня 1940) - як капітан-лейтенант і командир підводного човна U-99
  - Дубове листя (№6; 4 листопада 1940) - як капітан-лейтенант і командир підводного човна U-99
  - Мечі (№5; 26 грудня 1941) - як корветтен-капітан і командир підводного човна U-99
- Нагородний бінокль фірми Zeiss, виготовлений на замовлення Карла Деніца. Після захоплення Кречмера в полон бінокль на правах військового трофею привласнив Дональд Макінтайр, командир есмінця «Волкер».

## Галерея

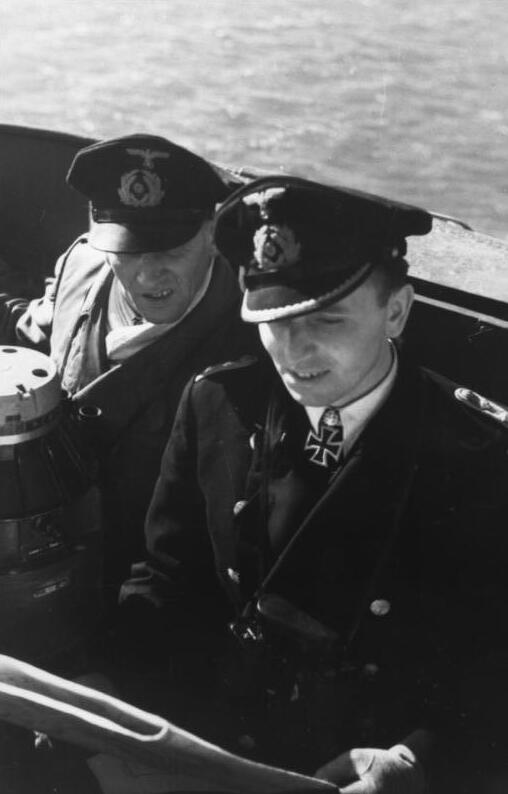
Кречмер на капітанському містку U-99
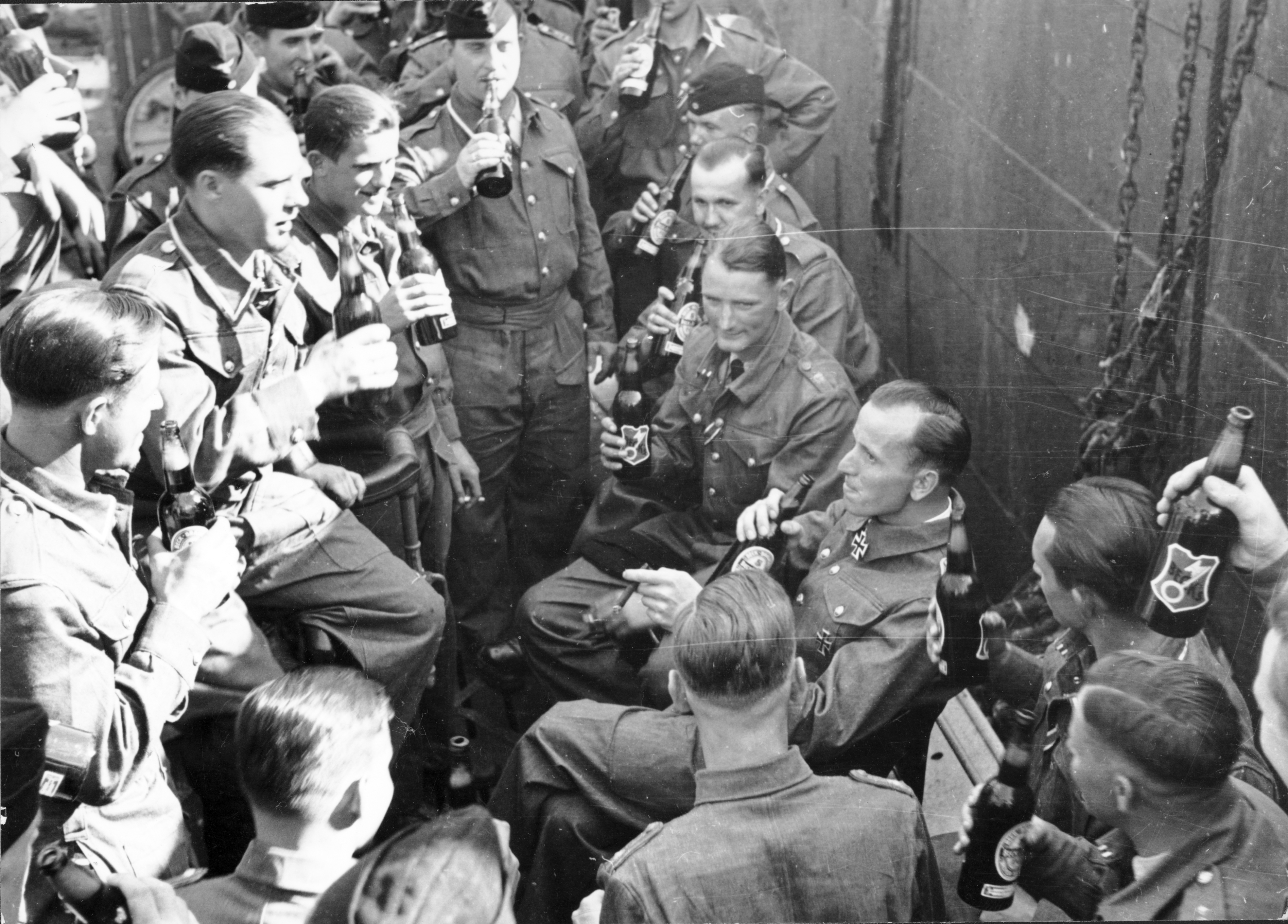
Кречмер разом з командою святкує своє нагородження Лицарським хрестом Залізного хреста (1940)
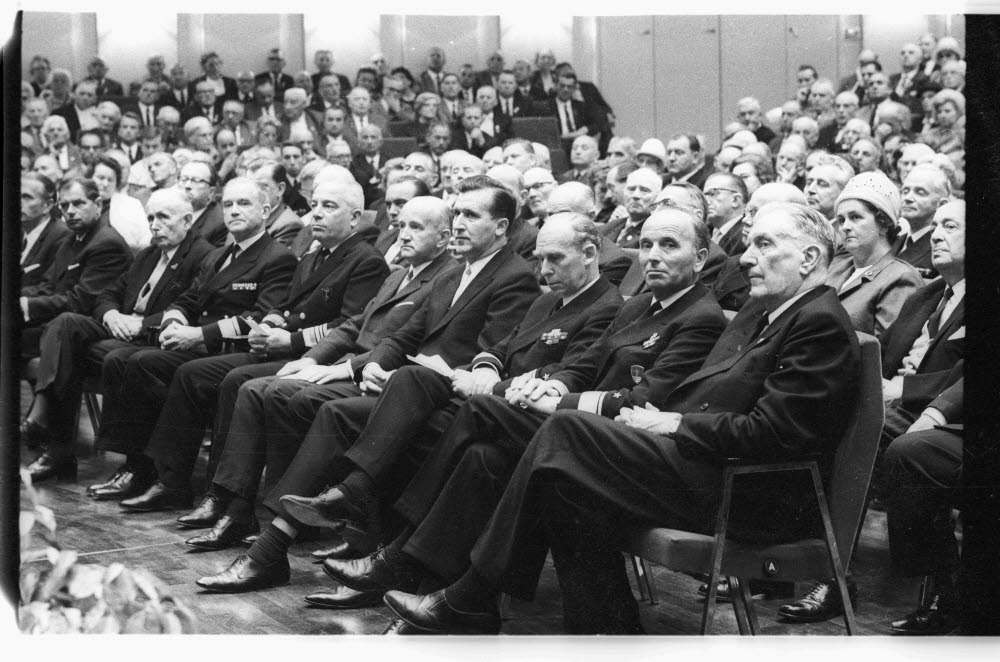
Отто Кречмер — другий праворуч у першому ряду (1966)